# Långtjärnen (Arvidsjaurs socken, Lappland)
Långtjärnen är en sjö i Arvidsjaurs kommun i Lappland och ingår i Skellefteälvens huvudavrinningsområde. Sjön har en area på 0,0615 kvadratkilometer och ligger 479,4 meter över havet.

## Delavrinningsområde
Långtjärnen ingår i det delavrinningsområde (729244-161379) som SMHI kallar för Utloppet av Storavan. Medelhöjden är 447 meter över havet och ytan är 438,22 kvadratkilometer. Räknas de 352 avrinningsområdena uppströms in blir den ackumulerade arean 6 312,69 kvadratkilometer. Avrinningsområdets utflöde Skellefteälven mynnar i havet. Avrinningsområdet består mestadels av skog (48 procent). Avrinningsområdet har 184,46 kvadratkilometer vattenytor vilket ger det en sjöprocent på 42,1 procent.